# Akira Kawaguchi
Akira Kawaguchi (Chiba, 24 januari 1967) is een voormalig Japans voetballer.

## Carrière
Akira Kawaguchi speelde tussen 1992 en 1997 voor Ẽfini Sapporo, Sanfrecce Hiroshima, Nagoya Grampus Eight en Fukushima FC.

## Statistieken
| Japan   | Japan                | Japan           | League | League | Emperor's Cup | Emperor's Cup | J-League Cup | J-League Cup | Totaal | Totaal |
| Seizoen | Club                 | League          | Wed.   | Goals  | Wed.          | Goals         | Wed.         | Goals        | Wed.   | Goals  |
| ------- | -------------------- | --------------- | ------ | ------ | ------------- | ------------- | ------------ | ------------ | ------ | ------ |
| 1993    | Sanfrecce Hiroshima  | J. League 1     | 0      | 0      | 0             | 0             | 0            | 0            | 0      | 0      |
| 1994    | Sanfrecce Hiroshima  | J. League 1     | 0      | 0      | 0             | 0             | 0            | 0            | 0      | 0      |
| 1995    | Nagoya Grampus Eight | J. League 1     | 2      | 0      | 0             | 0             | -            | -            | 2      | 0      |
| 1996    | Fukushima FC         | Football League | 13     | 0      | 4             | 0             | -            | -            | 17     | 0      |
| 1997    | Fukushima FC         | Football League | 2      | 0      | 0             | 0             | -            | -            | 2      | 0      |
| Totaal  | Totaal               | Totaal          | 17     | 0      | 4             | 0             | 0            | 0            | 21     | 0      |